# Kerry Reid
Kerry Melville Reid, avstralska tenisačica, * 7. avgust 1947, Mosman, Novi Južni Wales, Avstralija.
Kerry Reid je zmagovalka enega posamičnega Grand Slam turnirja, še dvakrat je zaigrala v finalu, ob tem pa je osvojila tri turnirje v konkurenci ženskih dvojic. Največji uspeh kariere je dosegla leta 1977 na januarskem turnirju za Odprto prvenstvo Avstralije, ko je v finalu v dveh nizih premagala Dianne Fromholtz Balestrat. Še dvakrat je zaigrala v finalu, leta 1970 na turnirju za Odprto prvenstvo Avstralije, ko jo je v finalu premagala Margaret Court, in leta 1972 na turnirju za Odprto prvenstvo ZDA, ko jo je premagala Billie Jean King. Na turnirjih za Odprto prvenstvo Francije se ji je najdlje uspelo uvrstiti v polfinale leta 1967, kot tudi na turnirjih za Odprto prvenstvo Anglije leta 1974. Najvišjo uvrstitev na ženski teniški lestvici je dosegla s petim mestom. V konkurenci ženskih dvojic je dvakrat osvojila Odprto prvenstvo Avstralije in enkrat Odprto prvenstvo Anglije.

## Finali Grand Slamov (3)

### Zmage (1)
| Leto    | Turnir                      | Nasprotnica v finalu       | Rezultat finala |
| 1977jan | Odprto prvenstvo Avstralije | Dianne Fromholtz Balestrat | 7–5, 6–2        |

### Porazi (2)
| Leto | Turnir                      | Nasprotnica v finalu | Rezultat finala |
| 1970 | Odprto prvenstvo Avstralije | Margaret Court       | 6–3, 6–1        |
| 1972 | Odprto prvenstvo ZDA        | Billie Jean King     | 6–3, 7–5        |